# Földeák (Ungarn)
Földeák ist eine ungarische Gemeinde im Kreis Makó im Komitat Csongrád-Csanád.

## Geografische Lage
Földeák liegt 27 Kilometer nordöstlich des Komitatssitzes Szeged und 12 Kilometer nördlich der Kreisstadt Makó an dem Kanal Szárazér-Porgányi-főcsatorna. Nachbargemeinden sind Hódmezővásárhely und Óföldeák.

## Geschichte
Im Jahr 1907 gab es in der damaligen Großgemeinde Földeák 987 Häuser und 4703 Einwohner auf einer Fläche von 12.465 Katastraljochen. Sie gehörte zu dieser Zeit zum Komitat Csanád. 1950 spaltete sich Óföldeák als eigenständige Gemeinde ab.

## Persönlichkeiten
- Lajos Návay (1870–1919), ungarischer Politiker, Großgrundbesitzer und Präsident des Abgeordnetenhauses

## Gemeindepartnerschaften
Seit 2010 besteht eine Partnerschaft zum deutschen Markt Ortenburg, dies geht auf eine Initiative der örtlichen Volkstanzgruppen von 2002 zurück. Weiterhin besteht eine Partnerschaft mit der rumänischen Gemeinde Secuieni.

## Sehenswürdigkeiten
- Kreuzwegstationen mit Relieftafeln von Sándor Návai
- Nepomuki-Szent-János-Statue aus dem Jahr 1858
- 1956er-Denkmal, erschaffen von Jenő Ferenc Kiss
- Pál-Oltványi-Büste, erschaffen von Jenő Ferenc Kiss
- Reformierte Kirche
- Römisch-katholische Kirche Szent Lászlo, erbaut 1855–1857
- Römisch-katholische Friedhofskapelle Krisztus Urunk szenvedése, erbaut 1864
- Szent-László-Statue, erschaffen von Andrea Bárdi
- Szent-László-Statue, erschaffen von Klára Tóbiás
- Weltkriegsdenkmal, erschaffen von János Pásztor

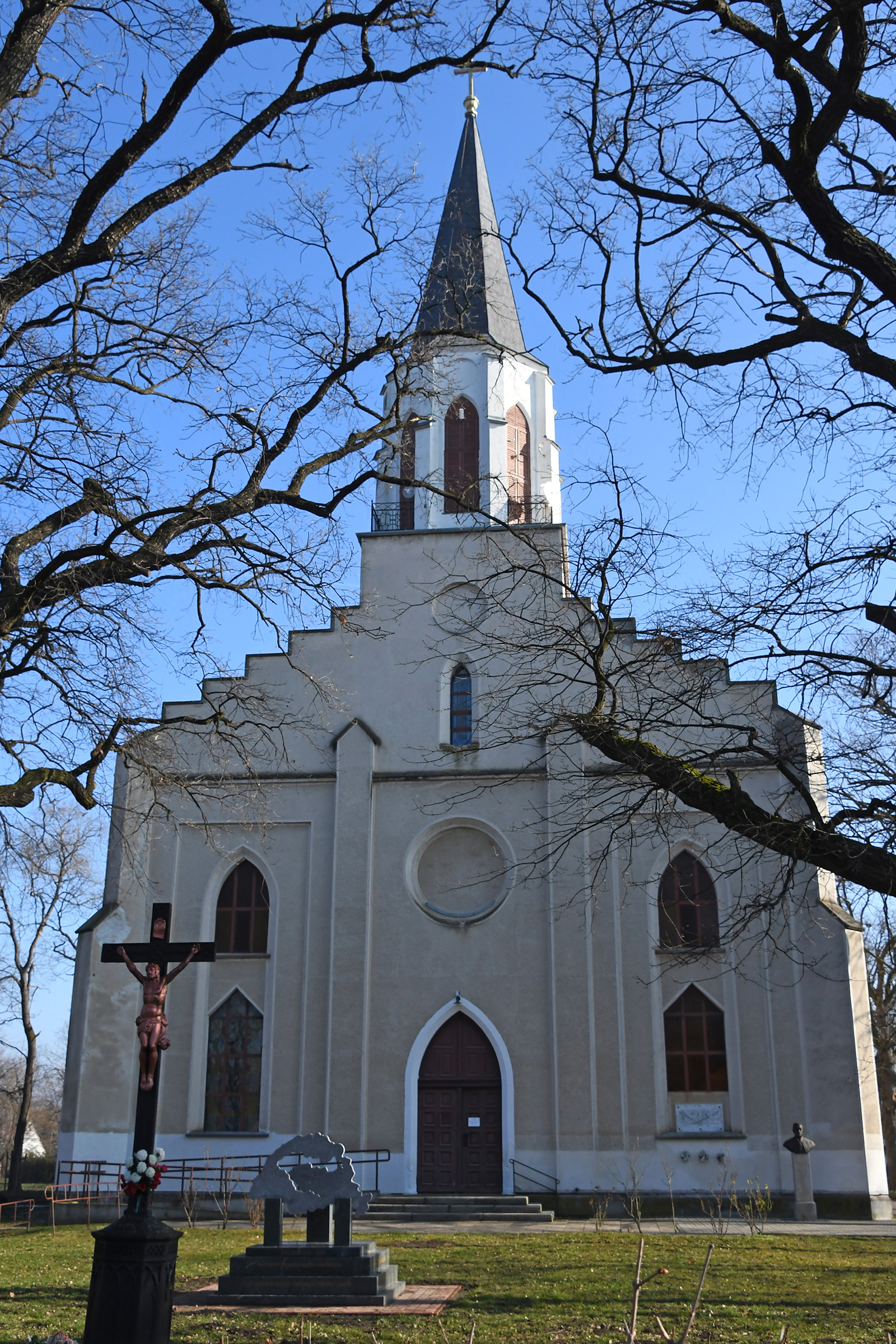
Römisch-katholische Kirche Szent Lászlo
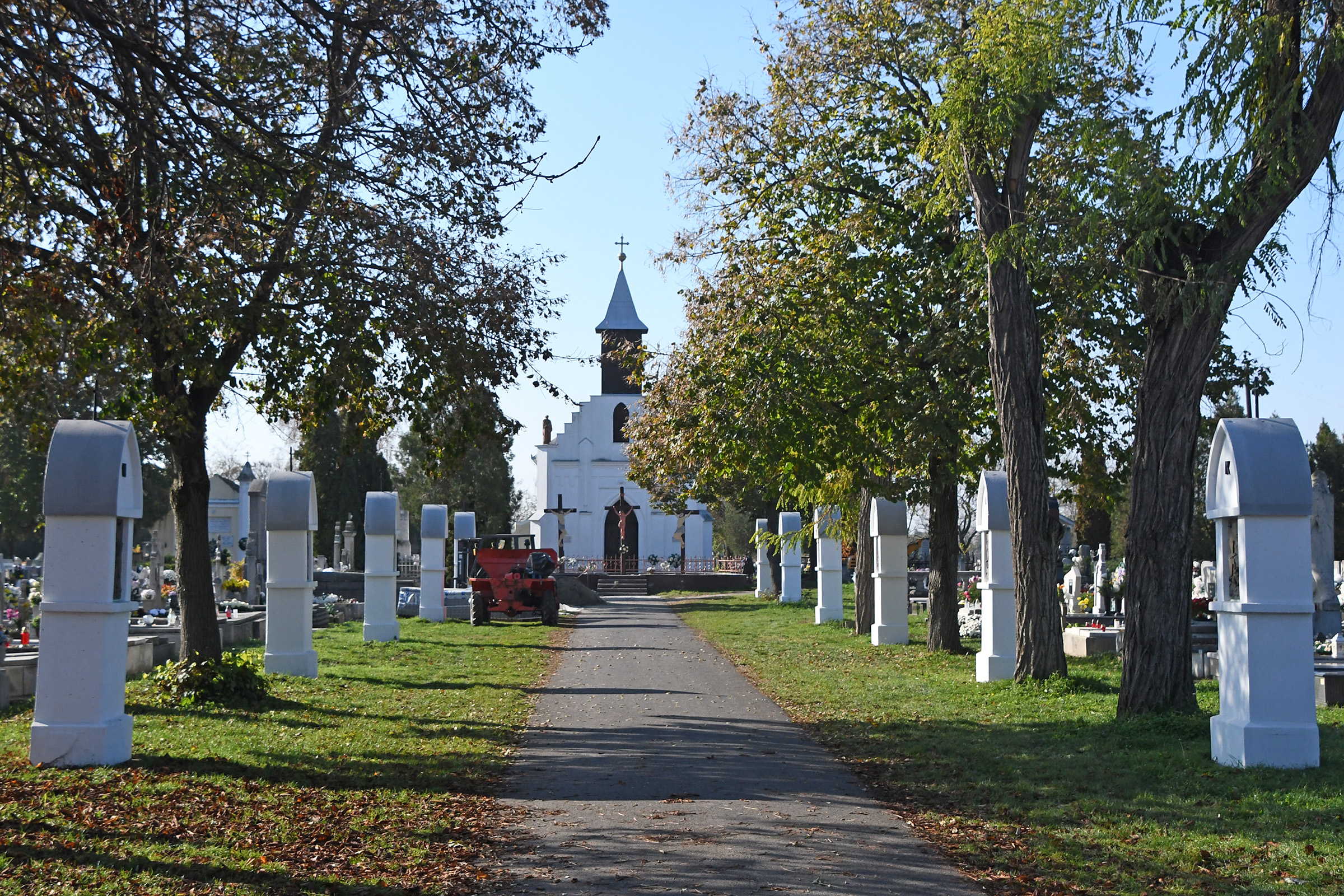
Kreuzwegstationen
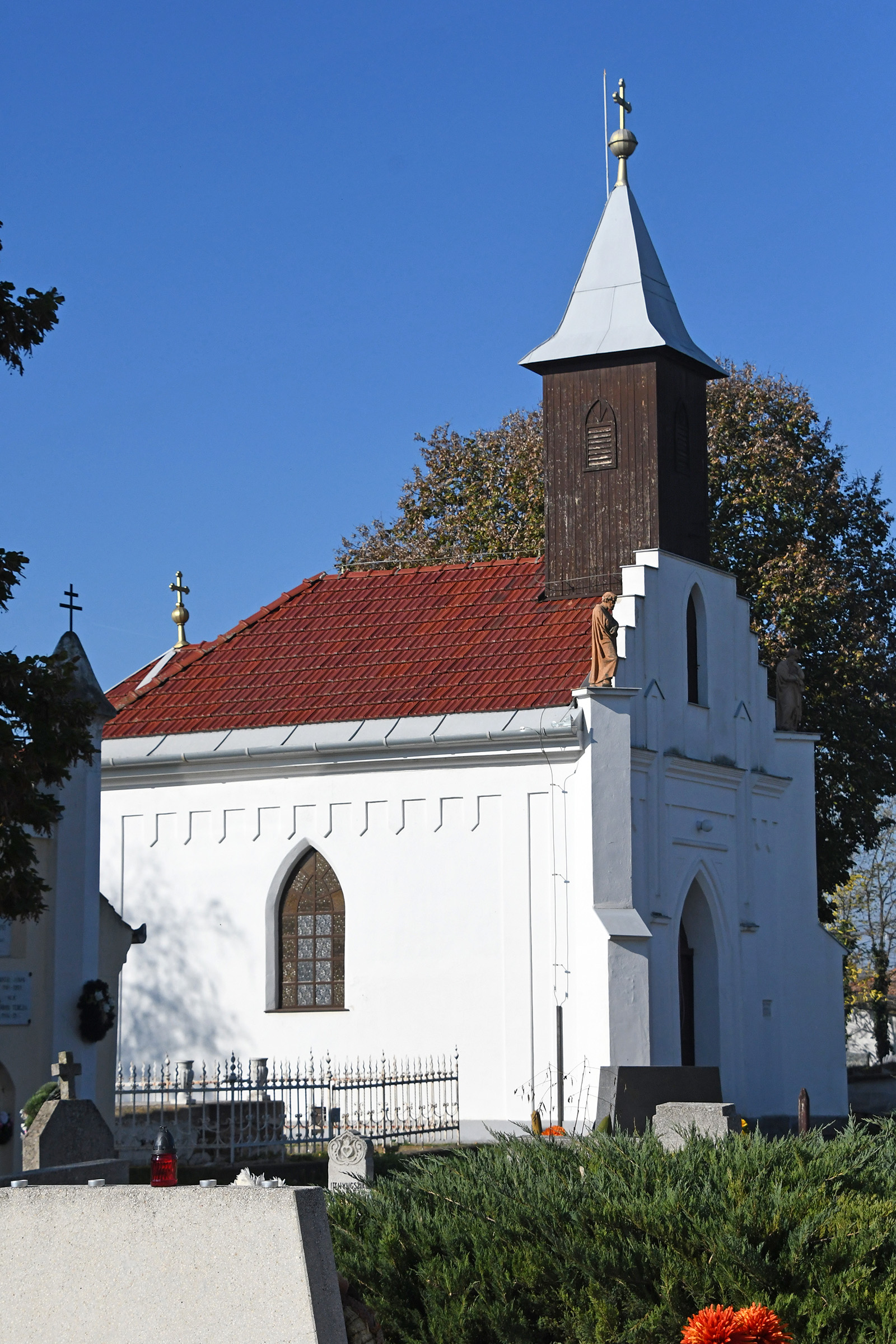
Friedhofskapelle Krisztus Urunk szenvedése
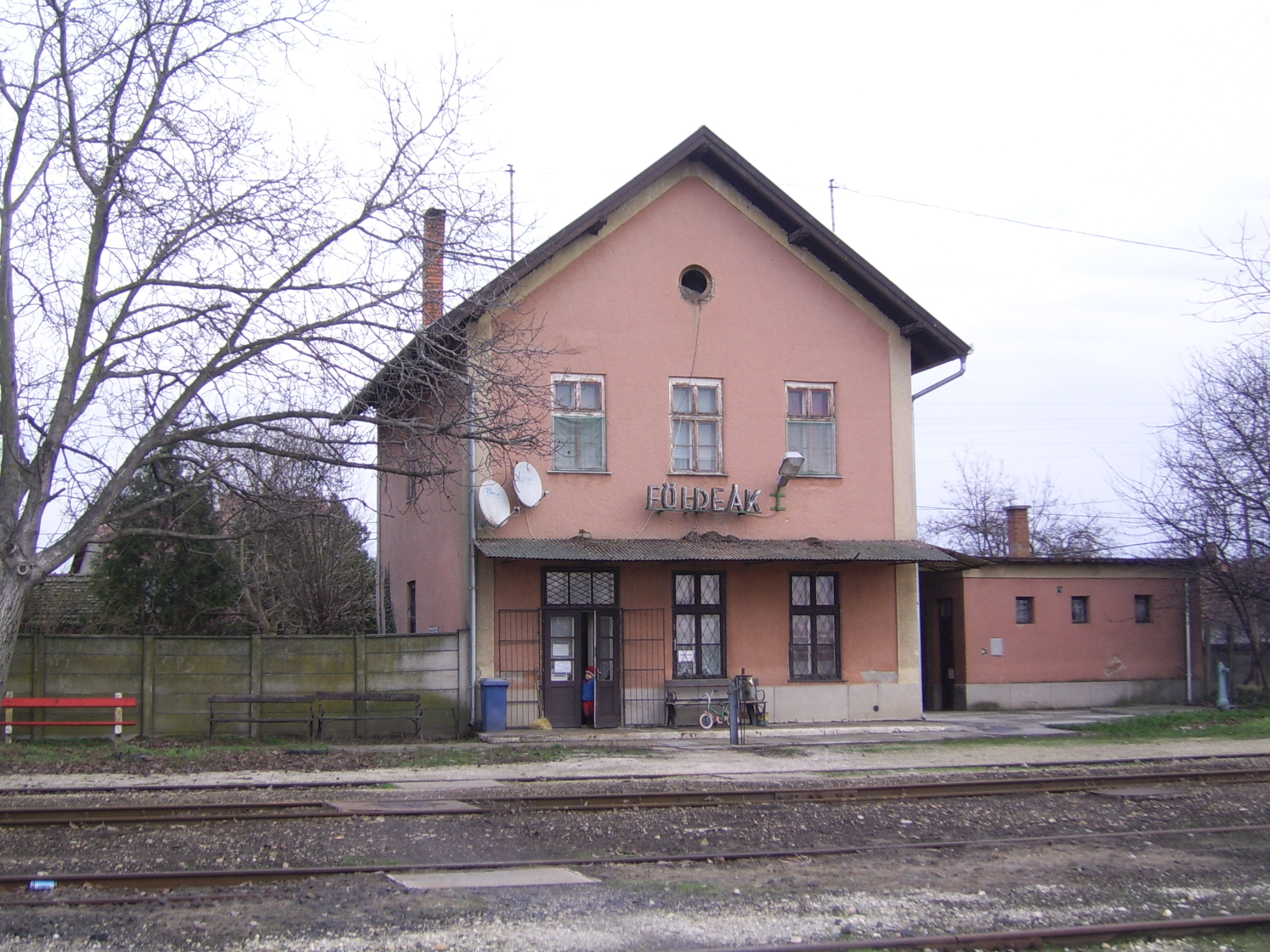
Bahnhofsgebäude

## Verkehr
Westlich des Ortes verläuft die Landstraße Nr. 4416. Es bestehen Busverbindungen nach Makó, Hódmezővásárhely sowie über Óföldeák und Maroslele nach Szeged. Földeák liegt an der Eisenbahnstrecke von Szolnok über Hódmezővásárhely nach Makó, jedoch wurde der Personenverkehr auf dieser Strecke im Jahr 2009 eingestellt, so dass Reisende die nächstgelegenen Bahnhöfe in Makó oder Hódmezővásárhely nutzen müssen.